# Caltojar
Caltojar település Spanyolországban, Soria tartományban. Caltojar Berlanga de Duero, Velamazán, Barca, Villasayas, Baraona, Rello és La Riba de Escalote községekkel határos. Lakosainak száma 51 fő (2024).

## Népesség
A település népessége az elmúlt években az alábbi módon változott:
| Lakosok száma | 123  | 111  | 92   | 86   | 77   | 68   | 59   | 52   | 53   | 51   |
|               | 2001 | 2004 | 2007 | 2009 | 2012 | 2014 | 2017 | 2019 | 2022 | 2024 |